# Scar Symmetry
Gli Scar Symmetry sono un gruppo musicale melodic death metal svedese formato nel 2004.

## Storia del gruppo
Gli Scar Symmetry si sono formati nell'aprile 2004, aggiungendo al tipico sound del death metal melodico un elemento sinfonico, quale un cantato pulito vicino al power metal. Il cantante Christian Älvestam è anche membro di Unmoored, Torchbearer, Incapacity, Quest of Aidance, Angel Blake e Miseration, mentre il chitarrista Jonas Kjellgren è un ex membro dei Carnal Forge. Nel 2008 Älvestam ha lasciato gli Scar Symmetry a causa di differenti vedute artistiche che si erano venute a creare nei confronti degli altri componenti del gruppo. Il chitarrista Per Nilsson ha reso pubblici alcuni dettagli della separazione di Christian Älvestam dal gruppo: poco tempo dopo l'uscita di Holographic Universe, l'ex cantante ha cominciato a rifiutare le proposte di tour senza consultare gli altri membri della band, in quanto temeva di non riuscire a cantare le nuove canzoni a causa della loro elevata difficoltà di esecuzione. Al suo posto sono subentrati Roberth Karlsson per le parti vocali in growl e Lars Palmqvist per il canto pulito. Nonostante ciò, lo stile del gruppo non ha subito forti cambiamenti, anche grazie al chitarrista Per Nilsson che, annunciando l'uscita del loro album The Singularity (Phase I - Neohumanity), ha anche dichiarato di aver preso le redini del gruppo. 
Nel 2013 e nel 2015 anche il chitarrista Jonas Kjellgren e il bassista Kenneth Seil lasciano la formazione, venendo sostituiti da prima da dei turnisti, e nel 2016, rispettivamente, da Benjamin Ellis e Andreas Holma. Holma lascia a sua volta il gruppo nel 2019.

## Formazione

### Attuale
- Roberth Karlsson – voce death (2008-presente)
- Lars Palmqvist – voce melodica (2008-presente)
- Per Nilsson – chitarra solista, tastiera, cori (2004-presente)
- Benjamin Ellis – chitarra ritmica (2016-presente)
- Henrik Ohlsson – batteria (2004-presente)

### Ex componenti
- Christian Älvestam – voce (2004-2008)
- Jonas Kjellgren – chitarra ritmica, tastiera (2004-2013)
- Kenneth Seil – basso (2004-2015)
- Andreas Holma – basso (2016-2019)

## Discografia

### Album in studio
- 2005 – Symmetric in Design
- 2006 – Pitch Black Progress
- 2008 – Holographic Universe
- 2009 – Dark Matter Dimensions
- 2011 – The Unseen Empire
- 2014 – The Singularity (Phase I - Neohumanity)
- 2023 - The Singularity (Phase II - Xenotaph)

### Demo
- 2004 – Seeds of Rebellion